# Astropecten timorensis
Astropecten timorensis är en sjöstjärneart som beskrevs av Doderlein 1917. Astropecten timorensis ingår i släktet Astropecten och familjen kamsjöstjärnor. Inga underarter finns listade i Catalogue of Life.